# PGA EuroPro Tour
Le PGA EuroPro Tour est l'un des circuits de golf professionnel qui constitue la troisième division européen. Le Challenge Tour, deuxième division européenne, ayant grandi avec succès, le Tour européen decide de créer en 2000 une troisième division européenne, plus régionale. Ainsi ont été créés quatre circuits régionaux: une région comprenant la Grande-Bretagne et l'irlande (le PGA EuroPro Tour), le deuxième groupe les pays scandinaves (Nordic League), le troisième en Europe centrale (le EPD Tour), et le dernier comprenant l'Autriche, la France, l'Italie et la Suisse (l'Alps Tour).

## Gagnants de l'Ordre du Mérite
| Année | Gagnant de l'Ordre du Mérite | Pays           | Gains(£)  |
| ----- | ---------------------------- | -------------- | --------- |
| 2016  | Matthew Cort                 | Angleterre     | 33 920,00 |
| 2015  | Jordan Smith                 | Angleterre     | 32 984,00 |
| 2014  | Elliot Saltman               | Écosse         | 27 991,00 |
| 2013  | Oliver Farr                  | Pays de Galles | 33 495,00 |
| 2012  | Paul Maddy                   | Angleterre     | 32 822,00 |
| 2011  | Chris Hanson                 | Angleterre     | 37 930,00 |
| 2010  | Daniel Gaunt                 | Australie      | 24 700,00 |
| 2009  | Scott Jamieson               | Écosse         | 23 492,00 |
| 2008  | Noel Fox                     | Irlande        | 2 897,00  |
| 2007  | Graeme Clark                 | Angleterre     | 43 689,00 |
| 2006  | Kevin Harper                 | Angleterre     | 29 258,66 |
| 2005  | Mark Smith                   | Angleterre     | 54 877,99 |
| 2004  | Simon Lilly                  | Angleterre     | 37 046,66 |
| 2003  | Tom Whitehouse               | Angleterre     | 34 182,00 |
| 2002  | Paul McKechnie               | Écosse         | 32 236,12 |